# Uroleucon gobonis
Uroleucon gobonis är en insektsart som först beskrevs av Matsumura 1917.  Uroleucon gobonis ingår i släktet Uroleucon och familjen långrörsbladlöss. Inga underarter finns listade i Catalogue of Life.